# Széchényi György (érsek)
Sárvár-felsővidéki Széchényi György, (született Szabó) (Szécsény, 1603 vagy 1605/1606 – Pozsony, 1695. február 18.) csanádi, pécsi, veszprémi, majd győri püspök; kalocsai, később esztergomi érsek, prímás, katolikus egyházi író.

## Életpályája
Köznemesi végvári vitézcsalád sarja volt, édesapja Szabó (avagy Széchényi) Márton (1560–1629 előtt) a szécsényi várban teljesített katonai szolgálatot, édesanyja inárcsi Bán Sára (?–1653 után). Anyai nagyszülei inárcsi Bán Bálint és nemes Szalai Gáspár lánya voltak. Széchényi György alsóbb iskoláit Gyöngyösön és Nagyszombatban, a bölcsészetet is itt, a teológiát 1625-től a frissen alapított bécsi Pázmáneumban (Collegium Pazmanianum) végezte. 1631. március 15-én szentelték pappá. Három hónapig káplán volt Vág-Sellyén, majd 1632. február 7-étől esztergomi kanonok. 1643. november 20-án csanádi, 1644-ben pécsi, 1648-ban veszprémi, 1658-ban győri püspök lett, majd 1668. április 18-án kalocsai érsek és egyúttal a győri püspökség adminisztrátora. 1674-ben tagja volt a protestáns prédikátorok ellen létesült pozsonyi vértörvényszéknek. 1681-ben Bécsben I. Lipót király jelenlétében tartotta aranymiséjét. 1685. március 21-én lett esztergomi érsek. Általa istápolt unokaöccsét, Széchényi Györgyöt, 1687-ben érdemeiért Szentgyörgy, Egervár és Pölöske várak kapitányává nevezték ki.

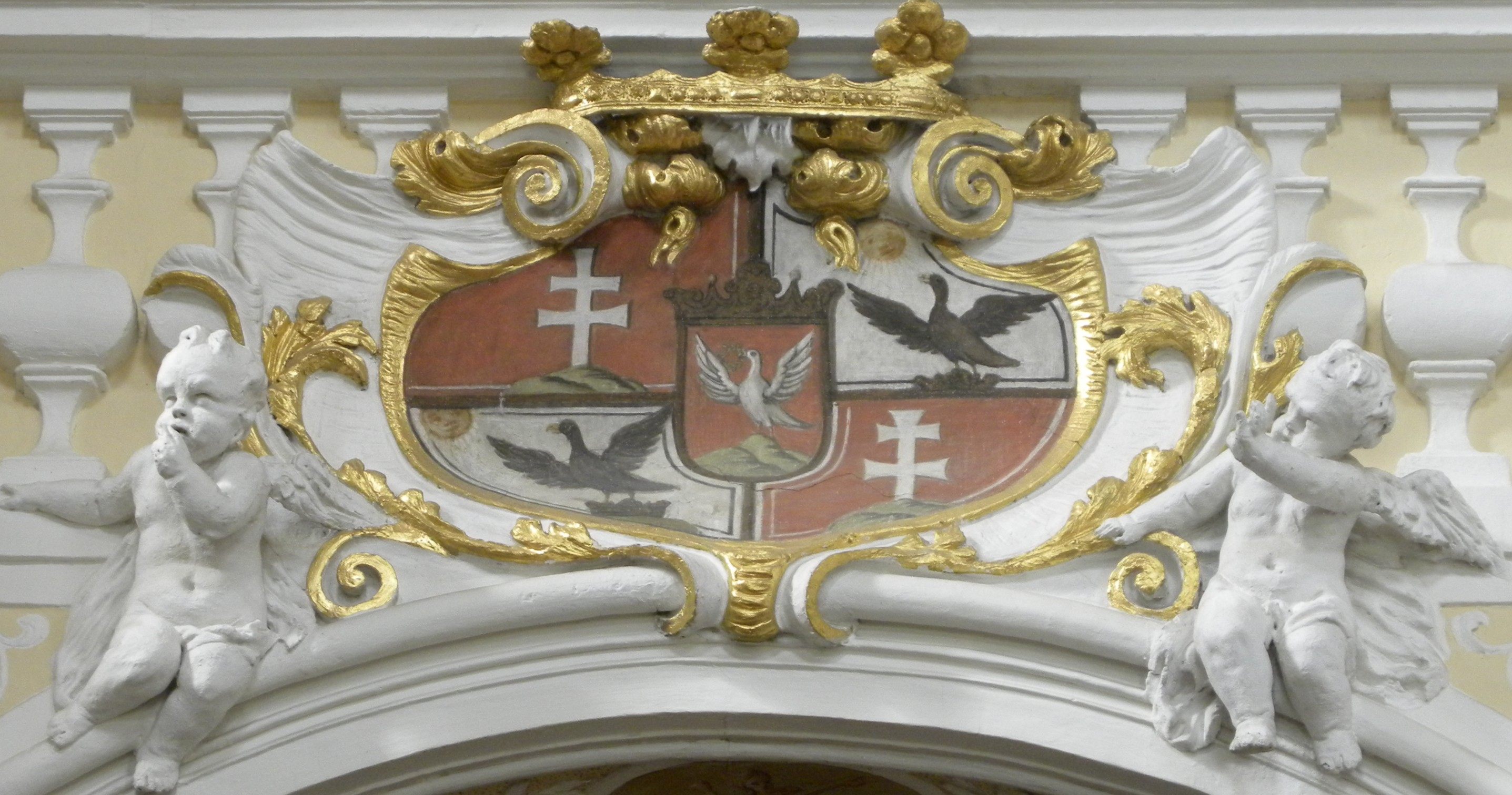
II. Széchényi György gróf címere, Boldogasszony, Ausztria

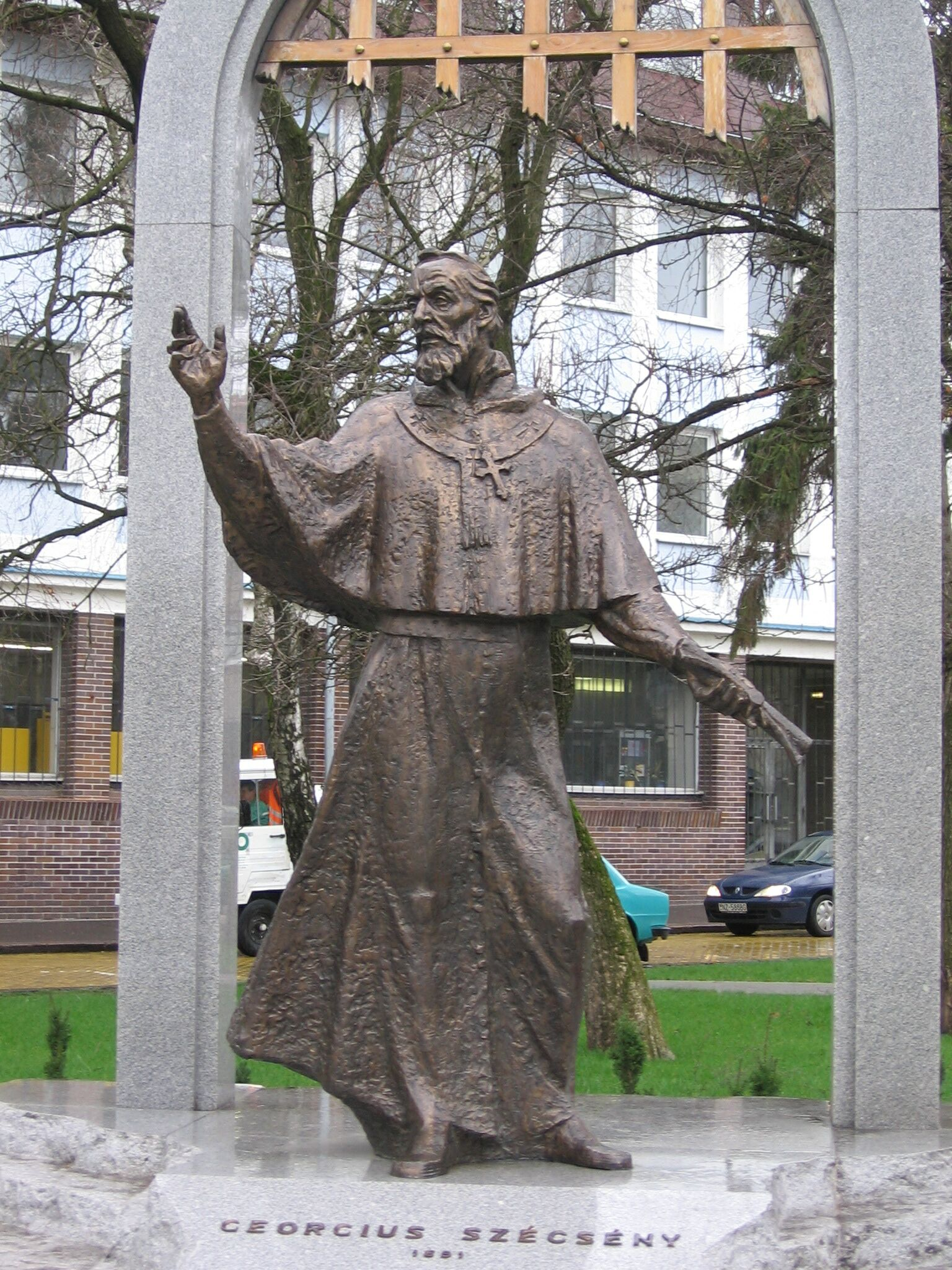
Széchényi György érsek szobra Érsekújvár főterén

Egy bíboros „a bőkezűség és adakozás csodájának” nevezte őt. Ő alapította meg 1687. március 19-én Academicum et Universitatis Collegium néven Budán fővárosunk török kor utáni legrégebbi középiskoláját, a mai Budapesti Egyetemi Katolikus Gimnázium jogelődjét, akárcsak a következő intézményeket: a győri, kőszegi, esztergomi, egri, pécsi jezsuita kollégiumok; a vasvári Domonkos-rendi, a somogyi és esztergomi ferences, a budai kapucinus, az egri szervita, a somorjai paulinus, az illavai trinitárius, a kismartoni és lajtahidi Ágoston-rendi, végül a pozsonyi Orsolya- és Clarissa-kolostorok; a budai papnevelde, a győri, budai, lőcsei és trencséni nemes fiúneveldék. A török háborúkban megsebesült katonák javára 337 000 forintot bocsátott I. Lipót magyar király rendelkezésére. 1683-ban (a majdnem egész Nagyszombat városával együtt tűz által elpusztított) Szent Istvánról elnevezett papnevelő intézetet helyreállíttatta. Az udvar képviseletében részt vett az I. Rákóczi Györggyel folytatott linzi béketárgyalásokon. A Wesselényi-összeesküvés idején eredménytelenül járt közben az elítéltek ügyében a királynál.
Számos latin nyelvű beszéde nyomtatásban is megjelent.

## Halála és temetése
Végrendeletében 180 000 forintot hagyott Buda és Esztergom várainak kijavítására. Pozsonyban hunyt el 1695. február 18-án, és március 18-án helyezték örök nyugalomra a pozsonyi Szent Márton-dóm szentély alatti kriptájában.

## Művei
1. Concio Funebris pro Funere Illustr. Dominae Comitissae Aurorae Catarinae Formontin... Domini Adami de Bottyan... Conthoralis... in Német-Ujvár dicta. Anno M.DC.LIII. die X. Juny. Viennae, M. DC.LIV. (Csak a címlap latin, a szöveg magyar)
2. Epistolae Archiepiscoporum Georgii Strigoniensis et Pauli Colocensis e Comitibus Szécsényi ad Pontifices, Reges, Electores, Principes, Ministros, Belliduces, Aliosquae Illustres Aevi Sui Viros datae, et vicissim ab illis acceptae, quas ex autographis edidit Sac. Ferd. de Miller. Pestini, 1807, két kötet
3. Kisebb munkái: 
  1. Oratio, qua ante Coronationem Seren. neo-electum Hung. Regem Josephum I. est allocatus an 1687. (Lunig, Orat. Procer-Tom. III. p. 30-38)
  2. Oratio peracta Coronatione ad Josephum I. Hung. Regem dicta (Károlyi, Speculum Jaurin. Eccl. p. 107-109.)
4. Újranyomatta:
  1. Az Evangeliumok és Epistolák... Nagyszombat, 1692
  2. Rituale Strigoniense... uo., 1692
  3. Missae in Festis Propriis SS. Patronorum Regni Hungariae... uo., 1693 című munkákat
5. Az erdélyi fejedelmi ház ellen írt Nova Transsylvanica (1642) című gúnyirat szerzőjéül hivatalosan őt nyilvánította a bécsi udvar, habár e munkának csak kiadója lehetett.

## Emlékezete
- Megalapítja az Academicum et Universitatis Collegiumot, a mai Budapesti Egyetemi Katolikus Gimnáziumot.
- Levelezését Miller Jakab Ferdinánd adta ki nyomtatásban. I – II. (Bécs, 1807)
- Szobra Érsekújvárott áll.
- Az ő nevéhez fűződik a szentgotthárdi Magtártemplom felépülése.